# Grant Achatz

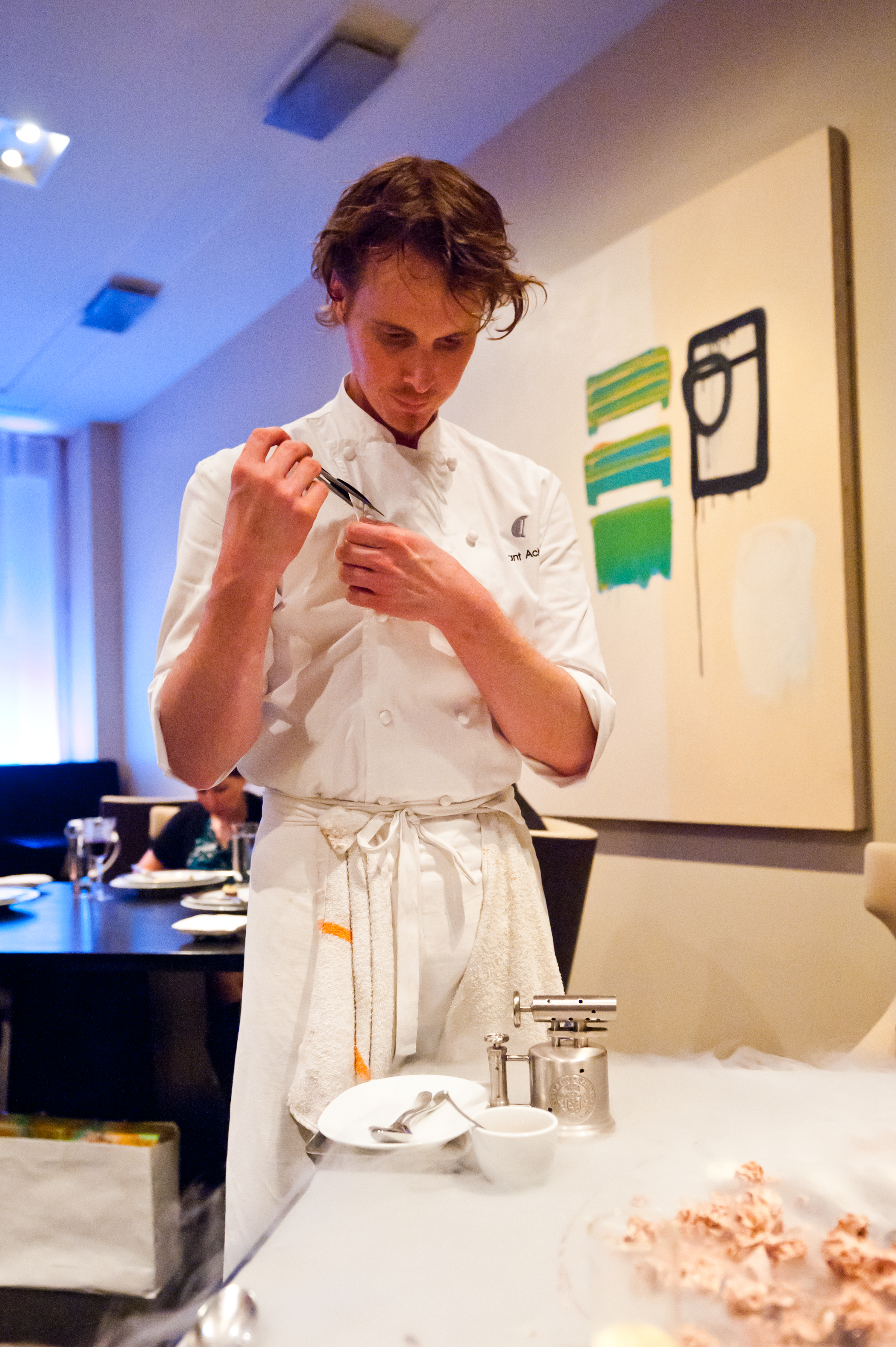
Grant Achatz

Grant Achatz (geb. 25. April 1974 in St. Clair, Michigan) ist ein US-amerikanischer Chefkoch, der dank seiner kulinarischen Innovationen zu einem führenden Vertreter der Molekularküche gehört.

## Leben
Achatz wuchs in einer kleinen Stadt im Osten Michigans auf, wo er im elterlichen Restaurant arbeitete. Nachdem er 1994 sein Studium am Culinary Institute of America in Hyde Park (New York) abgeschlossen hatte, arbeitete er für kurze Zeit (und ohne Erfolg) in Charlie Trotters gleichnamigem Restaurant in Chicago. 1996 überredete Achatz den kalifornischen Koch Thomas Keller, ihn in The French Laundry, einem der damals bekanntesten Restaurants des Landes, einzustellen. Nach vier Jahren unter Kellers Mentorschaft – zusammen mit einem kurzen Aufenthalt in einem nahe gelegenen Weingut und einer Reise nach Spanien, um in Ferran Adriàs bahnbrechendem El Bulli zu speisen – übernahm Achatz 2001 die Küchenleitung des Restaurants Trio in der Nähe von Chicago. 2002 wurde er von der Zeitschrift Food & Wine zum besten neuen Koch und ein Jahr darauf von der James Beard Foundation (JBF) zum Rising Star Chef ernannt.
Im Jahr 2005 gründete er zusammen mit Nick Kokonas (einem begeisterten Trio-Kunden) in Chicago das Restaurant Alinea, wo Achatz seinem zunehmend erfinderischen Stil freien Lauf ließ. Innerhalb von zwei Jahren kürte das Magazin Gourmet das Alinea zum besten Restaurant des Landes. Im Jahr 2008 kürte die JBF Achatz zum besten Koch der Vereinigten Staaten und 2010 wurde das Alinea mit den begehrten drei Sternen des Michelin-Führers ausgezeichnet.
Unterdessen wurde Mitte 2007 bei Achatz ein nicht metastasierter Zungenkrebs im fortgeschrittenen Stadium diagnostiziert. Obwohl die meisten Ärzte, die er konsultierte, die Entfernung von etwa drei Viertel seiner Zunge empfahlen, entschied sich Achatz lieber für eine experimentelle Strahlen- und Chemotherapie, bei der er kurzzeitig seinen Geschmackssinn verlor. Anfang 2008 hatten die Tests ergeben, dass er krebsfrei war, und Achatz begann, seinen Geschmackssinn wieder zu erlangen.
2011 eröffnete Achatz die Cocktail-Lounge The Aviary, als Nächstes ein prix-fixe-Restaurant und mit The Office eine 14-sitzige Lounge im Speakeasy-Stil unterhalb von The Aviary. Im Jahr 2017 expandierte Achatz außerhalb von Chicago und eröffnete Filialen von The Aviary und The Office in New York City. Seine Memoiren Life, on the Line (zusammen mit Kokonas geschrieben) wurden 2011 veröffentlicht.